# Eberhard van Spankeren
Eberhard van Spankeren (* 18. März 1761 in Moers; † 21. Februar 1840 in Eupen) war ein deutscher evangelischer Geistlicher.

## Leben

### Familie
Eberhard von Spankeren wurde als Sohn des Rentmeisters Johann Matthias van Spankeren (* 24. März 1735; † 1. April 1815) und dessen Ehefrau Margarete (* 28. Dezember 1727 in Moers; † 10. Dezember 1763 in Moers), geb. Nourney, geboren. Sein Bruder war Johann Mathias van Spankeren (* 25. Juli 1763 in Moers; † 26. März 1765).
Nach der zweiten Hochzeit seines Vaters mit Anna Maria (* 13. April 1763 in Emmerich; † 1786 in Moers) geb. Hummelsiep, hatte er noch nachfolgende Halb-Geschwister:
- Dietrich Wilhelm van Spankeren (* 13. April 1768 in Moers; † 23. Jan. 1818 in Kalkar)
- Friedrich van Spankeren (* 15. Mai 1770 in Moers; † unbekannt)
- Johann Matthias van Spankeren (* unbekannt; † 1836 in Werden)

Nach der dritten Hochzeit seines Vaters mit Johanna Maria (4. Oktober 1751; † 8. September 1802) geb. Dietzerath hatte er noch weitere Halb-Geschwister:
- Magdalena Maria Bycksz, geb. van Spankeren (* 1. Juli 1788 in Roermond; † unbekannt)
- Franz Friedrich van Spankeren (* 15. Dez. 1789 in Moers; † unbekannt)
- Johanna Carolina Birnbach, geb. van Spankeren (* 20. Juni 1791; † unbekannt in Verviers)
- Christine Wilhelmine Josef, geb. van Spankeren (* 30. August 1793; † unbekannt in Lövenich)

Eberhard von Spankeren heiratete am 5. Dezember 1791 Karoline Wilhelmine, geb. Klönne (* 5. Dezember 1769 in Solingen-Wald; † 2. Juni 1845 in Eupen) eine Tochter von Pfarrer Gerhard Adolf Klönne (1733–1803) aus Solingen-Wald. Gemeinsam hatten sie zehn Kinder, daher wurde er 1825 vom Koblenzer Konsistorium als kinderreichster Pfarrer im Großherzogtum Niederrhein bezeichnet:
- Julie Wilhelmine Christiane Stolle, geb. von Spankeren (* unbekannt; † unbekannt in Moskau)
- Carl Eberhard von Spankeren (* 23. September 1792; † unbekannt in Nordamerika)
- Johann Peter Richard von Spankeren (* 27. Oktober 1795 in Eupen; † 5. Juni 1803 in Kreuzberg)
- Johann Wilhelm Matthias von Spankeren (* 20. November 1797 in Eupen; † 30. Juni 1862 in Mainz), Geheimer Regierungsrat in Mainz
- Anette von Spankeren (* 23. Oktober 1802 in Eupen; † 2. Januar 1897)
- Friedrich von Spankeren, preußischer Beamter und Politiker
- Anton Octav von Spankeren (* 21. Dezember 1806; † in Moers)
- Eulalia Louise Hermans, geb. von Spankeren (* 19. April 1810 in Eupen; † 1882 in Aachen)
- Clara Ulrike von Spankeren (* 19. April 1810 in Eupen; † 19. Dezember 1818)

Seine Kinder erhielten am 12. Juni 1858 die königliche Erlaubnis, sich von Spankeren zu nennen. Die Aufnahme in den preußischen Adel war damit allerdings nicht verbunden.
Sein Enkel war Rudolf von Spankeren, preußischer Generalleutnant.

### Werdegang
Eberhard von Spankeren besuchte das Gymnasium in Moers und studierte anschließend Theologie in Duisburg. 1780 kam er in die Pfarrei Waldniel und Brüggen und wurde 1781 ordiniert. Später wurde er Pfarrer in Waldniel, Jüchen und Solingen-Wald. 1792 wurde er zum Pfarrer in Eupen gewählt, in diesem Amt blieb er auch bis zu seinem Tod für 48 Jahre.
Er wurde 1813 Mitglied der städtischen Schulkommission in Eupen, diese war zuständig für die Verwaltung aller geistlichen und schulischen Angelegenheiten, dazu gehörte auch die Besetzung der Schullehrerstellen. 1816 wurde er zum Inspektor der evangelischen Schulen in den Kreisen Eupen, Montjoie, Gemünd und Malmedy ernannt. 1821 wurde er Assessor (Stellvertreter des Superintendenten). 1830 wurde ihm das Amt des provisorischen Präsidenten des ehemaligen reformierten Lokalkonsistoriums in Stolberg übertragen und 1833 wurde er Konsistorialpräsident.
1835 erfolgte seine Wahl zum Superintendenten des evangelischen Kirchenkreises Aachen.
1838 legte er aus gesundheitlichen Gründen seine Ämter als Superintendent und als Schulinspektor nieder.

## Auszeichnungen
1819 wurde ihm der Rote Adlerorden 3. Klasse durch den König Friedrich Wilhelm III. verliehen, kurz vor seinem Tod wurde ihm dazu noch „die Schleife“ erteilt (erhielten Ritter der 3. Klasse die 10 Jahre und mehr im Besitz des Ordens waren).